# Valcambi
Die Valcambi SA mit Sitz in Balerna ist eine international tätige Scheideanstalt aus der Schweiz. Das Unternehmen raffiniert Gold, Silber, Platin und Palladium und stellt diverse Barren, Münzen und Medaillen sowie Halbzeuge für die Schmuck- und Uhrenindustrie her. Valcambi beschäftigt aktuell etwa 230 Mitarbeiter und erwirtschaftete 2006 einen Umsatz von rund 145 Millionen Schweizer Franken.

## Geschichte
Das Unternehmen wurde 1961 gegründet. 1967 übernahm die damalige Schweizerische Kreditanstalt eine 80-prozentige Mehrheitsbeteiligung, die sie 1980 auf 100 Prozent aufstockte.
1967 wurden Goldbarren von Valcambi an der LBMA zugelassen. 1972 folgte die Akkreditierung für Silberbarren, und 1997 folgte die Zulassung für Platin- und Palladiumbarren.
Die meisten Barren, die zwischen 1967 und 2003 produziert wurden, trugen das Emblem der Credit Suisse und wurden durch diese vertrieben. Als erste akkreditierte Raffinerie stellte Valcambi 1967 1-Kilogramm-Goldbarren im Prägeverfahren her.
Im Jahr 2003 zog sich die Credit Suisse Group aus dem Edelmetallgeschäft zurück, und Valcambi wurde an die neu gegründete European Gold Refineries Holding SA (EGR) mit Sitz in Balerna verkauft. Bis 2015 wurde die Aktienmehrheit an der EGR (60,6 %) von der US-amerikanischen Newmont Mining Corporation gehalten. Die restlichen Anteile von 39,4 % gehörten privaten Investoren (darunter auch die ursprünglichen Firmengründer aus dem Kanton Tessin).
Im Juli 2015 gab der indische Gold- und Diamantenschmuckhersteller Rajesh Exports die Übernahme von 100 % der Anteile an Valcambi über eine Tochterfirma in Singapur bekannt. Hierfür wurde eine neue Tochterfirma in der Schweiz, Global Gold Refineries, gegründet. Die Akquisition im Wert von 400 Millionen US-Dollar wurde zum Teil durch einen Langzeitkredit der Credit Suisse finanziert. Laut Mitteilung von Rajesh Exports ist Valcambi zum Zeitpunkt der Übernahme die weltweit grösste Goldraffinerie und stellt exklusiv alle Goldbarren der Credit Suisse her.

## Kritik
Im September 2015 berichtete die Schweizer NGO Erklärung von Bern EvB, dass Valcambi jährlich mehrere Tonnen aus Togo beziehe, das selbst gar kein Gold abbauendes Land sei. Nach Recherche der EvB wird dieses Gold in nicht-industriell betriebenen Goldminen in Burkina Faso abgebaut. Hier arbeiteten Kinder und Erwachsene unter „prekärsten Bedingungen“ und unter Missachtung von Umweltstandards. Das Gold werde von Schmugglern illegal nach Togo gebracht, wodurch der Staat Burkina Faso auch um Steuereinnahmen in Millionenhöhe betrogen werde. Diese Praxis stehe im Widerspruch zu Valcambis eigenen Ethikstandards; auch die Schweizer Behörden hätten bisher kein Interesse an einer genaueren Untersuchung gezeigt.